# Vaso Re

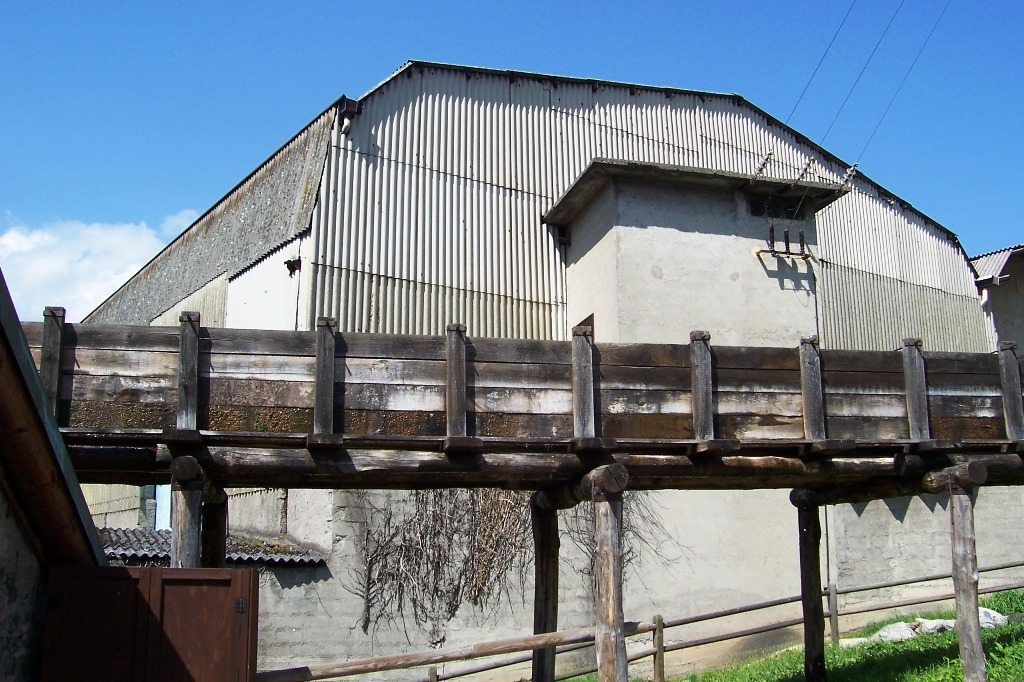
Vaso Re

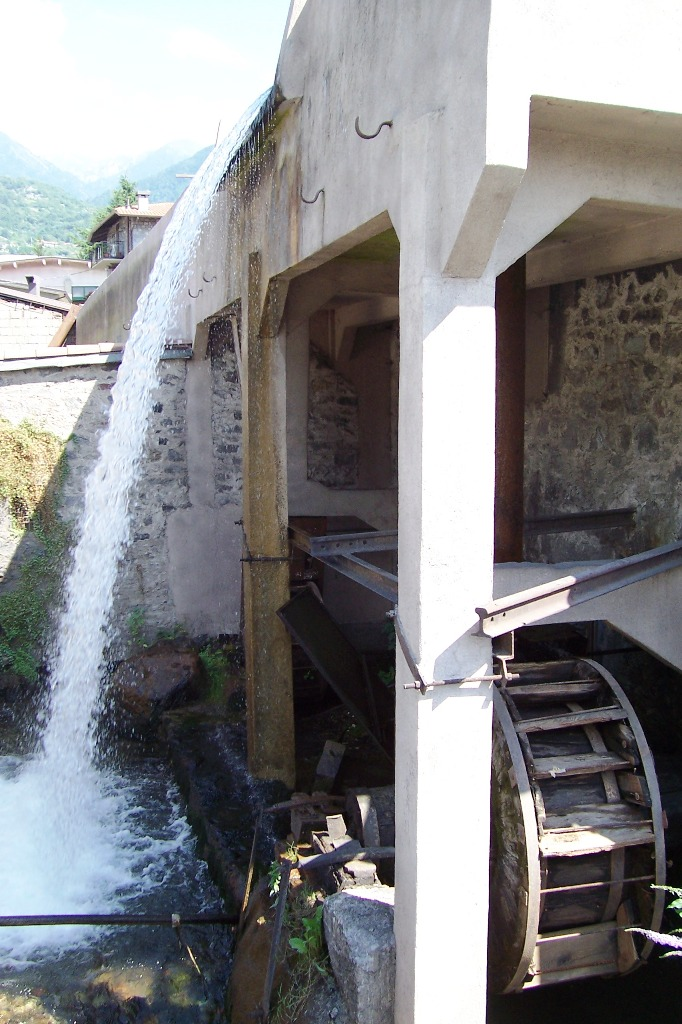
Mulino alimentato dal Vaso Re a Bienno

Il Vaso Re è un canale artificiale presente in Val Grigna, valle tributaria della Val Camonica, che attraversa i comuni di Prestine, Bienno, Berzo Inferiore, Esine e si scarica nell'Oglio.
Il manufatto si ritiene operativo già attorno all'anno 1000 ed aveva la funzione di alimentare opifici, mulini e magli presenti lungo tutta la Valgrigna.
Il Vaso Re prende origine da due sorgenti perenni, la "Fontanoni" e la "Pettolera", che confluivano in una condotta con paratie di castagno, molto resistenti all'acqua. Questo canale attraversava quindi i vari paesi portando l'acqua che faceva da forza motrice le ruote dei mulini.
Esso era un'opera sovracomunale, e come tale era retta da equilibri assai complessi che basati su una modalità di gestione della struttura equa tra le varie comunità. In un documento della metà del Quattrocento sono indicate con precisione le chiaviche presenti lungo il percorso del Vaso Re, per rimuover le quali sono previsti catenacci con due buone chiavi, che verranno tenute da quegli uomini che hanno edifici sopra l'acqua.
La gestione era effettuata tramite un duplice controllo sclare tra le comunità, ad opera di artigiani eletti ogni anno nell'ambito dei rispettivi paesi: le chiavi della paratoia di Prestine saranno in mano a uomini di Prestine e Bienno, quelle della chiavica di Bienno saranno in mano a uomini di questo paese e di Berzo Inferiore e così via.
Oggi gran parte del tracciato del Vaso Re è scomparso, a causa dell'inurbazione del dopoguerra. Tratti ancora visibili sono a Bienno, dove è possibile osservare anche un maglio in azione presso il Museo etnografico del ferro, delle arti e tradizioni popolari.